# Canton de Crépy-en-Valois
Le canton de Crépy-en-Valois est une circonscription électorale française située dans le département de l'Oise et la région Hauts-de-France.

## Géographie
Ce canton est organisé autour de Crépy-en-Valois dans l'arrondissement de Senlis.

## Histoire
Par décret du 20 février 2014, le nombre de cantons du département est divisé par deux, avec mise en application aux élections départementales de mars 2015. Le canton de Crépy-en-Valois est redécoupé mais garde le même nombre de communes (25).

## Représentation

### Conseillers généraux de 1833 à 2015
| Période         | Période      | Identité                                   | Étiquette           | Qualité |
| --------------- | ------------ | ------------------------------------------ | ------------------- | --- |
| 1833            | 1868 (décès) | Antoine François Damainville               | Droite              | Propriétaire à Pondron, maire de Crépy-en-Valois                                                              |
| 1868            | 1877         | Alexis Picard                              | Droite              | Avoué à Paris, propriétaire à Crépy                                                                           |
| 1877            | 1892 (décès) | Charles Damainville (fils d'A.Damainville) | Droite bonapartiste | Conseiller référendaire honoraire à la Cour des comptes Propriétaire à Pondron, commune de Fresnoy-la-Rivière |
| 1893            | 1919         | Gustave Chopinet                           | Rad.                | Médecin, conseiller d'arrondissement Député (1898-1902 et 1906-1914)                                          |
| 1919            | 1926 (décès) | André Paisant                              | PRS                 | Avocat à la Cour d'appel de Paris Député (1914-1926) Sous-secrétaire d'Etat (1921-1922)                       |
| 1926            | 1940         | Jean Vassal                                | SFIO                | Inspecteur des Chemins de Fer Maire de Crépy-en-Valois (1919-1944) Député (1928-1942)                         |
|                 |              |                                            |                     | |
| 1945            | 1953 (décès) | Jean Vassal                                | DVG puis RGR-RPF    | Inspecteur des Chemins de Fer Maire de Crépy-en-Valois (1944-1953) Ancien Député (1928-1942)                  |
| 26 juillet 1953 | 1961         | René Ville                                 | DVG puis DVD        | Médecin, Vauciennes                                                                                           |
| 1961            | 1979         | Michel Dupuy                               | UNR puis DVD        | Médecin Président du Conseil Général (1976-1979) Maire de Crépy-en-Valois (1953-1995)                         |
| 1979            | 1992         | Gilles Masure                              | PCF                 | Professeur de philosophie Conseiller régional                                                                 |
| 1992            | 1998         | Philippe Callens                           | RPR                 | Chef d'entreprise Maire de Rouville                                                                           |
| 1998            | 2011         | Gilles Masure                              | PCF                 | Professeur de philosophie Ancien Conseiller municipal de Crépy-en-Valois                                      |
| 2011            | 2015         | Jérôme Furet                               | PS                  | Directeur de cabinet Conseiller municipal de Crépy-en-Valois                                                  |

Sources : Feuilles au vent, chroniques du Pays d'Oise, de J.Mermet - https://gallica.bnf.fr/ark:/12148/bpt6k5829951p/f226.image.r=BOULARD [archive] [archive]

### Conseillers d'arrondissement (de 1833 à 1940)
Le canton de Crépy avait deux conseillers d'arrondissement.
| Période                                  | Période          | Identité                                                  | Étiquette | Qualité |
| ---------------------------------------- | ---------------- | --------------------------------------------------------- | --------- | --- |
| 1833                                     | 1839             | M. Lefèvre                                                |           | Ancien notaire, Crépy                                                                                       |
| 1833                                     | 1839 (décès)     | Antoine Moquet père (1758-1839)                           |           | Cultivateur, maire de Russy                                                                                 |
| 1839                                     | 1845             | Alexandre de Maintenant (1800-1849)                       |           | Notaire à Crépy                                                                                             |
| 1839                                     | 1848             | Guillaume Julien Moquet (1791-1857, fils du précédent)    |           | Cultivateur à Morienval                                                                                     |
| 1845                                     | 1848             | Louis Dufay                                               |           | Maire de Senlis                                                                                             |
|                                          |                  |                                                           |           | |
| 1852                                     | 1871             | Achille Joseph Philippe Audebert (1812-1881)              |           | Juge de paix à Crépy                                                                                        |
| 1852                                     | 1858             | M. Benoist                                                |           | Propriétaire à Crépy                                                                                        |
| 1858                                     | 1860 (décès)     | Antoine Moquet (1787-1860)                                |           | Ancien officier, propriétaire à Vaumoise, Crépy                                                             |
| 1860                                     | 1867             | Auguste Vitu                                              |           | Rédacteur du Constitutionnel, propriétaire à Paris                                                          |
| 1867                                     | 1871             | Émile de Songeons (1827-1875)                             |           | Propriétaire à Compiègne, nommé Sous-Préfet de Dunkerque en 1871                                            |
| 1871                                     | 1880             | Jules Alfred Lemoine (1840-1918)                          |           | Cultivateur, maire de Duvy                                                                                  |
| 1871                                     | 1880             | Charles Jules Grison                                      |           | Notaire, maire de Béthisy-Saint-Pierre                                                                      |
| 1880                                     | 1886             | M. Duval                                                  |           | Propriétaire à Bonneuil-en-Valois                                                                           |
| 1880                                     | 1886             | Adolphe Charlemagne Sallembien (1832-1887)                |           | Propriétaire agriculteur, maire de Néry                                                                     |
| 1886                                     | 1892             | Jules Alfred Lemoine                                      |           | Cultivateur, maire de Duvy                                                                                  |
| 1886                                     | 1892             | Vicomte Charles-Henri Le Sellier de Chézelles (1832-1899) |           | Propriétaire, maire de Glaignes                                                                             |
| 1892                                     | 1893 (démission) | Gustave Chopinet                                          | Rad.      | Médecin |
| 1892                                     | 1898             | Louis Léon Rosin (1855-1901)                              |           | Agriculteur, maire d'Ormoy-Villers                                                                          |
| 1893                                     |                  | Louis Alexandre Bourdillat (1846-1902)                    |           | Fabricant de produits en cuivre, propriétaire à Paris, adjoint au maire de Morienval                        |
| 1898                                     |                  | Alexandre Joseph Hubert Punant (1850-1933)                |           | Grainetier, adjoint au maire de Crépy                                                                       |
|                                          |                  |                                                           |           | |
| 1928                                     | 1940             | Georges Michaux (1885-1972)                               | SFIO      | Conseiller municipal (1919-1935) puis maire de Morienval (1935-1959)                                        |
| 1932                                     | 1940             | Eugène Laisier (1876-1969)                                | SFIO      | Chimiste, conseiller municipal de Crépy-en-Valois                                                           |
| 1940                                     |                  |                                                           |           | Les conseils d'arrondissement ont été suspendus par la loi du 12 octobre 1940 et n'ont jamais été réactivés |
| Les données manquantes sont à compléter. |                  |                                                           |           | |

### Conseillers départementaux à partir de 2015
| Période élective | Période élective | Mandat        | Mandat        | Identité             | Nuance | Nuance | Qualité |
| ---------------- | ---------------- | ------------- | ------------- | -------------------- | ------ | ------ | --- |
| 2015             | 2021             | 2015          | 2021          | Béatrice Gouraud     |        | RN     | Responsable de la gestion du personnel, Néry                                                                            |
| 2015             | 2021             | 2015          | 2021          | Jean-Paul Letourneur |        | RN     | Agent immobilier retraité Conseiller municipal de Crépy-en-Valois                                                       |
| 2021             | 2028             | 2021          | novembre 2021 | Véronique Cavaletti  |        | DVD    | Assistante de direction Maire de Feigneux (2014 → 2021) Démissionnaire                                                  |
| 2021             | 2028             | 2021          | en cours      | Luc Chapoton         |        | MoDem  | Directeur de cabinet du maire de Crépy-en-Valois, Délégué, chargé du plan départemental de circulation des poids-lourds |
| 2021             | 2028             | novembre 2021 | en cours      | Sandrine Connell     |        | DVD    | Consultante en immobilier Conseillère municipale de Saintines (2020 → )                                                 |

### Résultats détaillés

#### Élections de mars 2015
À l'issue du 1er tour des élections départementales de 2015, deux binômes sont en ballottage : Béatrice Gouraud et Jean-Paul Letourneur (FN, 39,92 %) et Jérôme Furet et Marie-Pierre Witczak (Union de la Gauche, 22,63 %). Le taux de participation est de 48,83 % (12 080 votants sur 24 740 inscrits) contre 51,32 % au niveau départemental et 50,17 % au niveau national.
Au second tour, Béatrice Gouraud et Jean-Paul Letourneur (FN) sont élus avec 50,09 % des suffrages exprimés et un taux de participation de 49,59 % (5 588 voix pour 12 278 votants et 24 761 inscrits).

#### Élections de juin 2021
Le premier tour des élections départementales de 2021 est marqué par un très faible taux de participation (33,26 % au niveau national). Dans le canton de Crépy-en-Valois, ce taux de participation est de 29,77 % (7 450 votants sur 25 022 inscrits) contre 32,46 % au niveau départemental. À l'issue de ce premier tour, deux binômes sont en ballottage : Véronique Cavaletti et Luc Chapoton (DVD, 29,34 %) et Alain Aubigny et Françoise Baron (RN, 28,34 %).
Le second tour des élections est marqué une nouvelle fois par une abstention massive équivalente au premier tour. Les taux de participation sont de 34,36 % au niveau national, 32,8 % dans le département et 31,06 % dans le canton de Crépy-en-Valois. Véronique Cavaletti et Luc Chapoton (DVD) sont élus avec 64,55 % des suffrages exprimés (4 570 voix pour 7 774 votants et 25 030 inscrits),,.

## Composition

### Composition avant 2015

Situation du canton de Crépy-en-Valois dans le département de l'Oise avant 2015.

Le canton de Crépy-en-Valois regroupait 25 communes.
| Nom                         | Code Insee | Codepostal | Superficie (km2) | Population (dernière pop. légale) | Densité (hab./km2) |
| --------------------------- | ---------- | ---------- | ---------------- | --------------------------------- | ------------------ |
| Crépy-en-Valois (chef-lieu) | 60176      | 60800      | 16,28            | 14 514 (2012)                     | 892                |
| Auger-Saint-Vincent         | 60027      | 60800      | 13,97            | 492 (2012)                        | 35                 |
| Béthancourt-en-Valois       | 60066      | 60129      | 4,12             | 243 (2012)                        | 59                 |
| Béthisy-Saint-Martin        | 60067      | 60320      | 9,82             | 1 110 (2012)                      | 113                |
| Béthisy-Saint-Pierre        | 60068      | 60320      | 6,53             | 3 247 (2012)                      | 497                |
| Bonneuil-en-Valois          | 60083      | 60123      | 12,81            | 1 050 (2012)                      | 82                 |
| Duvy                        | 60203      | 60800      | 8,51             | 470 (2012)                        | 55                 |
| Éméville                    | 60207      | 60123      | 1,84             | 295 (2012)                        | 160                |
| Feigneux                    | 60231      | 60800      | 11,41            | 446 (2012)                        | 39                 |
| Fresnoy-la-Rivière          | 60260      | 60127      | 6,81             | 605 (2012)                        | 89                 |
| Gilocourt                   | 60272      | 60129      | 6,93             | 613 (2012)                        | 88                 |
| Glaignes                    | 60274      | 60129      | 5,42             | 359 (2012)                        | 66                 |
| Morienval                   | 60430      | 60127      | 25,74            | 1 008 (2012)                      | 39                 |
| Néry                        | 60447      | 60320      | 16,34            | 688 (2012)                        | 42                 |
| Ormoy-Villers               | 60479      | 60800      | 10,37            | 641 (2012)                        | 62                 |
| Orrouy                      | 60481      | 60129      | 16,14            | 574 (2012)                        | 36                 |
| Rocquemont                  | 60543      | 60800      | 6,26             | 100 (2012)                        | 16                 |
| Rouville                    | 60552      | 60800      | 7,00             | 274 (2012)                        | 39                 |
| Russy-Bémont                | 60561      | 60117      | 9,75             | 198 (2012)                        | 20                 |
| Saintines                   | 60578      | 60410      | 2,87             | 984 (2012)                        | 343                |
| Séry-Magneval               | 60618      | 60800      | 6,02             | 289 (2012)                        | 48                 |
| Trumilly                    | 60650      | 60800      | 12,94            | 538 (2012)                        | 42                 |
| Vauciennes                  | 60658      | 60117      | 6,36             | 678 (2012)                        | 107                |
| Vaumoise                    | 60661      | 60117      | 3,13             | 921 (2012)                        | 294                |
| Vez                         | 60672      | 60117      | 10,88            | 314 (2012)                        | 29                 |

### Composition à partir de 2015
Le canton de Crépy-en-Valois comprend désormais 25 communes, différentes de celles le composant avant 2015.
| Nom                                     | Code Insee | Intercommunalité                                                  | Superficie (km2) | Population (dernière pop. légale) | Densité (hab./km2) | Modifier                                    |
| --------------------------------------- | ---------- | ----------------------------------------------------------------- | ---------------- | --------------------------------- | ------------------ | ------------------------------------------- |
| Crépy-en-Valois (bureau centralisateur) | 60176      | CC du Pays de Valois                                              | 16,28            | 14 243 (2022)                     | 875                | modifier les données · modifier les données |
| Auger-Saint-Vincent                     | 60027      | CC du Pays de Valois                                              | 13,97            | 521 (2022)                        | 37                 | modifier les données · modifier les données |
| Béthancourt-en-Valois                   | 60066      | CC du Pays de Valois                                              | 4,12             | 206 (2022)                        | 50                 | modifier les données · modifier les données |
| Béthisy-Saint-Martin                    | 60067      | CA Agglomération de la Région de Compiègne et de la Basse Automne | 9,82             | 992 (2022)                        | 101                | modifier les données · modifier les données |
| Béthisy-Saint-Pierre                    | 60068      | CA Agglomération de la Région de Compiègne et de la Basse Automne | 6,53             | 3 133 (2022)                      | 480                | modifier les données · modifier les données |
| Bonneuil-en-Valois                      | 60083      | CC du Pays de Valois                                              | 12,81            | 976 (2022)                        | 76                 | modifier les données · modifier les données |
| Duvy                                    | 60203      | CC du Pays de Valois                                              | 8,51             | 417 (2022)                        | 49                 | modifier les données · modifier les données |
| Éméville                                | 60207      | CC du Pays de Valois                                              | 1,84             | 285 (2022)                        | 155                | modifier les données · modifier les données |
| Feigneux                                | 60231      | CC du Pays de Valois                                              | 11,41            | 451 (2022)                        | 40                 | modifier les données · modifier les données |
| Fresnoy-la-Rivière                      | 60260      | CC du Pays de Valois                                              | 6,81             | 681 (2022)                        | 100                | modifier les données · modifier les données |
| Gilocourt                               | 60272      | CC du Pays de Valois                                              | 6,93             | 629 (2022)                        | 91                 | modifier les données · modifier les données |
| Glaignes                                | 60274      | CC du Pays de Valois                                              | 5,42             | 364 (2022)                        | 67                 | modifier les données · modifier les données |
| Morienval                               | 60430      | CC du Pays de Valois                                              | 25,74            | 1 055 (2022)                      | 41                 | modifier les données · modifier les données |
| Néry                                    | 60447      | CA Agglomération de la Région de Compiègne et de la Basse Automne | 16,34            | 646 (2022)                        | 40                 | modifier les données · modifier les données |
| Orrouy                                  | 60481      | CC du Pays de Valois                                              | 16,14            | 587 (2022)                        | 36                 | modifier les données · modifier les données |
| Rocquemont                              | 60543      | CC du Pays de Valois                                              | 6,26             | 118 (2022)                        | 19                 | modifier les données · modifier les données |
| Russy-Bémont                            | 60561      | CC du Pays de Valois                                              | 9,75             | 237 (2022)                        | 24                 | modifier les données · modifier les données |
| Saint-Vaast-de-Longmont                 | 60600      | CA Agglomération de la Région de Compiègne et de la Basse Automne | 4,90             | 647 (2022)                        | 132                | modifier les données · modifier les données |
| Saintines                               | 60578      | CA Agglomération de la Région de Compiègne et de la Basse Automne | 2,87             | 1 062 (2022)                      | 370                | modifier les données · modifier les données |
| Séry-Magneval                           | 60618      | CC du Pays de Valois                                              | 6,02             | 272 (2022)                        | 45                 | modifier les données · modifier les données |
| Trumilly                                | 60650      | CC du Pays de Valois                                              | 12,94            | 521 (2022)                        | 40                 | modifier les données · modifier les données |
| Vauciennes                              | 60658      | CC du Pays de Valois                                              | 6,36             | 700 (2022)                        | 110                | modifier les données · modifier les données |
| Vaumoise                                | 60661      | CC du Pays de Valois                                              | 3,13             | 1 000 (2022)                      | 319                | modifier les données · modifier les données |
| Verberie                                | 60667      | CA Agglomération de la Région de Compiègne et de la Basse Automne | 15,05            | 3 858 (2022)                      | 256                | modifier les données · modifier les données |
| Vez                                     | 60672      | CC du Pays de Valois                                              | 10,88            | 280 (2022)                        | 26                 | modifier les données · modifier les données |
| Canton de Crépy-en-Valois               | 6009       |                                                                   | 240,83           | 33 881 (2022)                     | 141                | modifier les données                        |

## Démographie

### Démographie avant 2015
| 1962   | 1968   | 1975   | 1982   | 1990   | 1999   | 2006   | 2011   | 2012   |
| ------ | ------ | ------ | ------ | ------ | ------ | ------ | ------ | ------ |
| 18 858 | 20 118 | 23 141 | 25 798 | 28 031 | 29 898 | 29 955 | 30 506 | 30 651 |

### Démographie depuis 2015
En 2022, le canton comptait 33 881 habitants, en évolution de −3,45 % par rapport à 2016 (Oise : +0,87 %, France hors Mayotte : +2,11 %).
| 2013   | 2018   | 2022   |
| ------ | ------ | ------ |
| 34 889 | 34 418 | 33 881 |